# Leo Falcam
Leo Falcam (ur. 20 listopada 1935, zm. 12 lutego 2018)  – mikronezyjski polityk.
W latach 1979–1983 był pierwszym gubernatorem stanu Pohnpei. W 1987 został wybrany do Kongresu Mikronezji. Od 1997 do 1999 zajmował stanowisko wiceprezydenta tego kraju. W latach 1999–2003 pełnił funkcję prezydenta Federalnych Stanów Mikronezji.